# Sansa
Pour les articles homonymes, voir Sansa (homonymie).
Sansa  (en catalan Censà) est une commune française, située dans l'ouest du département des Pyrénées-Orientales en région Occitanie. Sur le plan historique et culturel, la commune est dans le pays de Conflent, correspondant à l'ensemble des vallées pyrénéennes qui « confluent » avec le lit creusé par la Têt entre Mont-Louis et Rodès.
Exposée à un climat de montagne, elle est drainée par la rivière de Cabrils et par deux autres cours d'eau. Incluse dans le parc naturel régional des Pyrénées catalanes, la commune possède un patrimoine naturel remarquable : deux sites Natura 2000 (le « massif du Madres-Coronat » et le « massif de Madres-Coronat ») et six zones naturelles d'intérêt écologique, faunistique et floristique.
Sansa est une commune rurale qui compte 31 habitants en 2022, après avoir connu un pic de population de 253 habitants en 1793. Ses habitants sont appelés les Sansanais ou  Sansanaises.

## Géographie
Sansa est un village montagnard du Haut Conflent, situé à 1444 mètres d’altitude, dans la petite région naturelle des Garrotxes, laquelle comprend également Caudiès-de-Conflent, Railleu, Ayguatébia et Oreilla.

### Localisation
La commune de Sansa se trouve dans le département des Pyrénées-Orientales, en région Occitanie.
Elle se situe à 60 km à vol d'oiseau de Perpignan, préfecture du département, et à 20 km de Prades, sous-préfecture.
Les communes les plus proches sont : 
Railleu (1,9 km), Ayguatébia-Talau (3,4 km), Caudiès-de-Conflent (4,0 km), Réal (4,5 km), Matemale (4,8 km), Formiguères (6,0 km), Puyvalador (6,6 km), Fontrabiouse (7,4 km).
Sur le plan historique et culturel, Sansa fait partie de la région de Conflent, héritière de l'ancien comté de Conflent et de la viguerie de Conflent. Ce pays correspond à l'ensemble des vallées pyrénéennes qui « confluent » avec le lit creusé par la Têt entre Mont-Louis, porte de la Cerdagne, et Rodès, aux abords de la plaine du Roussillon.

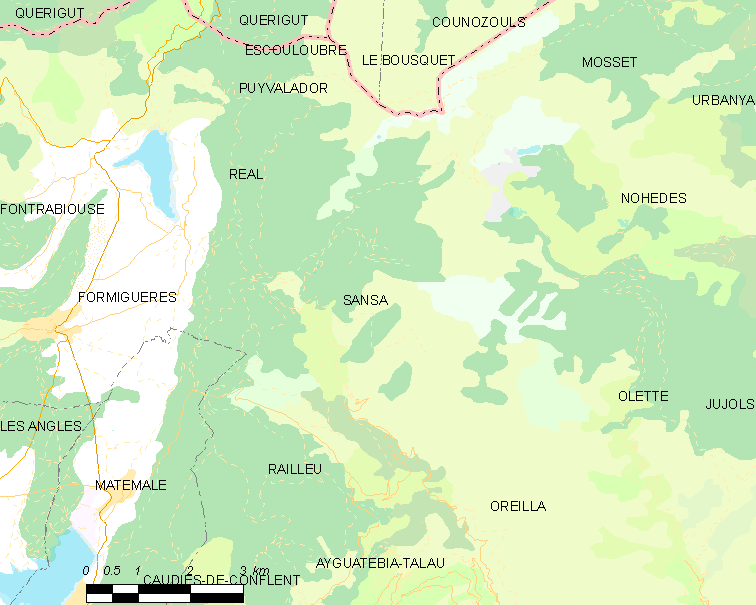
Situation de la commune.

| Réal                          | Le Bousquet (Aude) | Mosset, Nohèdes |
| Formiguères                   | Sansa              | Olette          |
| Matemale (par un quadripoint) | Railleu            | Oreilla         |

### Géologie et relief
La commune est classée en zone de sismicité 4, correspondant à une sismicité moyenne.

### Climat
Pour des articles plus généraux, voir Climat de l'Occitanie et Climat des Pyrénées-Orientales.
En 2010, le climat de la commune est de type climat des marges montargnardes, selon une étude du CNRS s'appuyant sur une série de données couvrant la période 1971-2000. En 2020, Météo-France publie une typologie des climats de la France métropolitaine dans laquelle la commune est exposée à un climat de montagne ou de marges de montagne et est dans la région climatique Pyrénées orientales, caractérisée par une faible pluviométrie, un très bon ensoleillement (2 600 h/an), un air sec, particulièrement en hiver et peu de brouillards.
Pour la période 1971-2000, la température annuelle moyenne est de 8 °C, avec une amplitude thermique annuelle de 14,4 °C. Le cumul annuel moyen de précipitations est de 884 mm, avec 7,1 jours de précipitations en janvier et 6 jours en juillet. Pour la période 1991-2020, la température moyenne annuelle observée sur la station météorologique la plus proche, située sur la commune de Formiguères à 6 km à vol d'oiseau, est de 7,6 °C et le cumul annuel moyen de précipitations est de 737,3 mm,. Pour l'avenir, les paramètres climatiques de la commune estimés pour 2050 selon différents scénarios d'émission de gaz à effet de serre sont consultables sur un site dédié publié par Météo-France en novembre 2022.

### Milieux naturels et biodiversité

#### Espaces protégés
La protection réglementaire est le mode d’intervention le plus fort pour préserver des espaces naturels remarquables et leur biodiversité associée,.
Un  espace protégé est présent sur la commune : 
le parc naturel régional des Pyrénées catalanes, créé en 2004 et d'une superficie de 139 062 ha, qui s'étend sur 66 communes du département. Ce territoire s'étage des fonds maraîchers et fruitiers des vallées de basse altitude aux plus hauts sommets des Pyrénées-Orientales en passant par les grands massifs de garrigue et de forêt méditerranéenne,.

#### Réseau Natura 2000

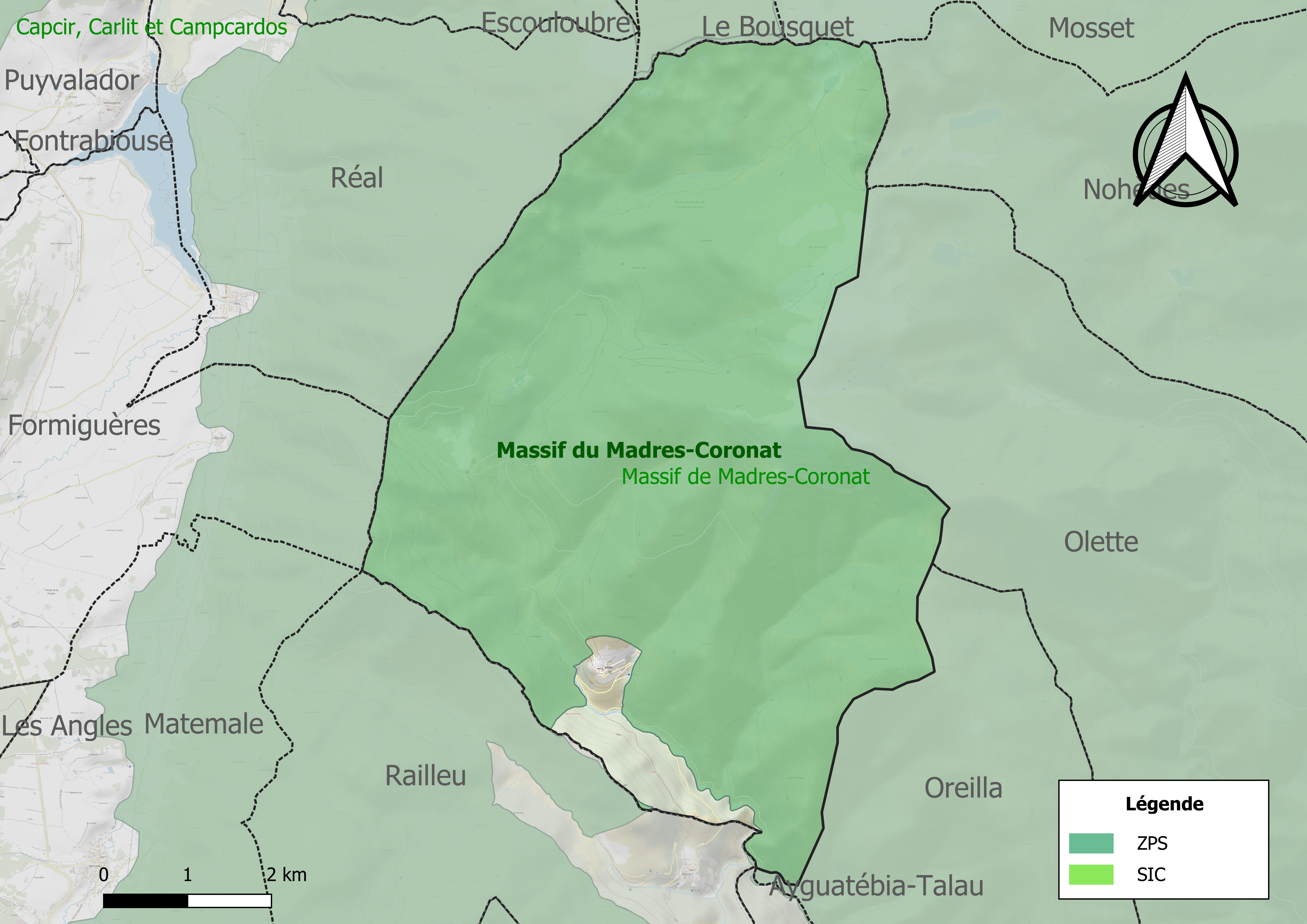
Site Natura 2000 sur le territoire communal.

Le réseau Natura 2000 est un réseau écologique européen de sites naturels d'intérêt écologique élaboré à partir des directives habitats et oiseaux, constitué de zones spéciales de conservation (ZSC) et de zones de protection spéciale (ZPS).
Un site Natura 2000 a été défini sur la commune au titre de la directive habitats.
- le « massif de Madres-Coronat », d'une superficie de 21 363 ha, offre une multitude de faciès de végétation avec aussi bien des garrigues supra-méditerranéennes, des pinèdes à Pin sylvestre ou à Pin à crochet, que des hêtraies pures ou des hêtraies-sapinières, des landes à Genêt purgatif ou à Rhododendron, ou encore des pelouses alpines[19] et  au titre de la directive oiseaux[18]
- le « massif du Madres-Coronat », d'une superficie de 21 396 ha, présente un fort intérêt écologique pour 17 espèces inscrites à l'annexe I de la directive oiseaux, dont le Gypaète barbu[20].

#### Zones naturelles d'intérêt écologique, faunistique et floristique
L’inventaire des zones naturelles d'intérêt écologique, faunistique et floristique (ZNIEFF) a pour objectif de réaliser une couverture des zones les plus intéressantes sur le plan écologique, essentiellement dans la perspective d’améliorer la connaissance du patrimoine naturel national et de fournir aux différents décideurs un outil d’aide à la prise en compte de l’environnement dans l’aménagement du territoire.
Quatre ZNIEFF de type 1 sont recensées sur la commune :
- la « Coume de Ponteils » (558 ha)[22] ;
- « Llabanère, Lloumet et serre de Palme » (1 443 ha), couvrant 3 communes du département[23] ;
- les « Pics de la Pelade et d'Escoutou » (578 ha), couvrant 3 communes du département[24] ;
- les « Pla des gourgs et Clos Rodon » (215 ha), couvrant 4 communes du département[25] ;

et deux ZNIEFF de type 2, : 
- le « massif du Madres » (8 031 ha), couvrant 10 communes dont quatre dans l'Aude et six dans les Pyrénées-Orientales[26] ;
- le « versant sud du massif du Madres » (27 267 ha), couvrant 27 communes du département[27].

Carte des ZNIEFF de type 1 et 2 à Sansa.
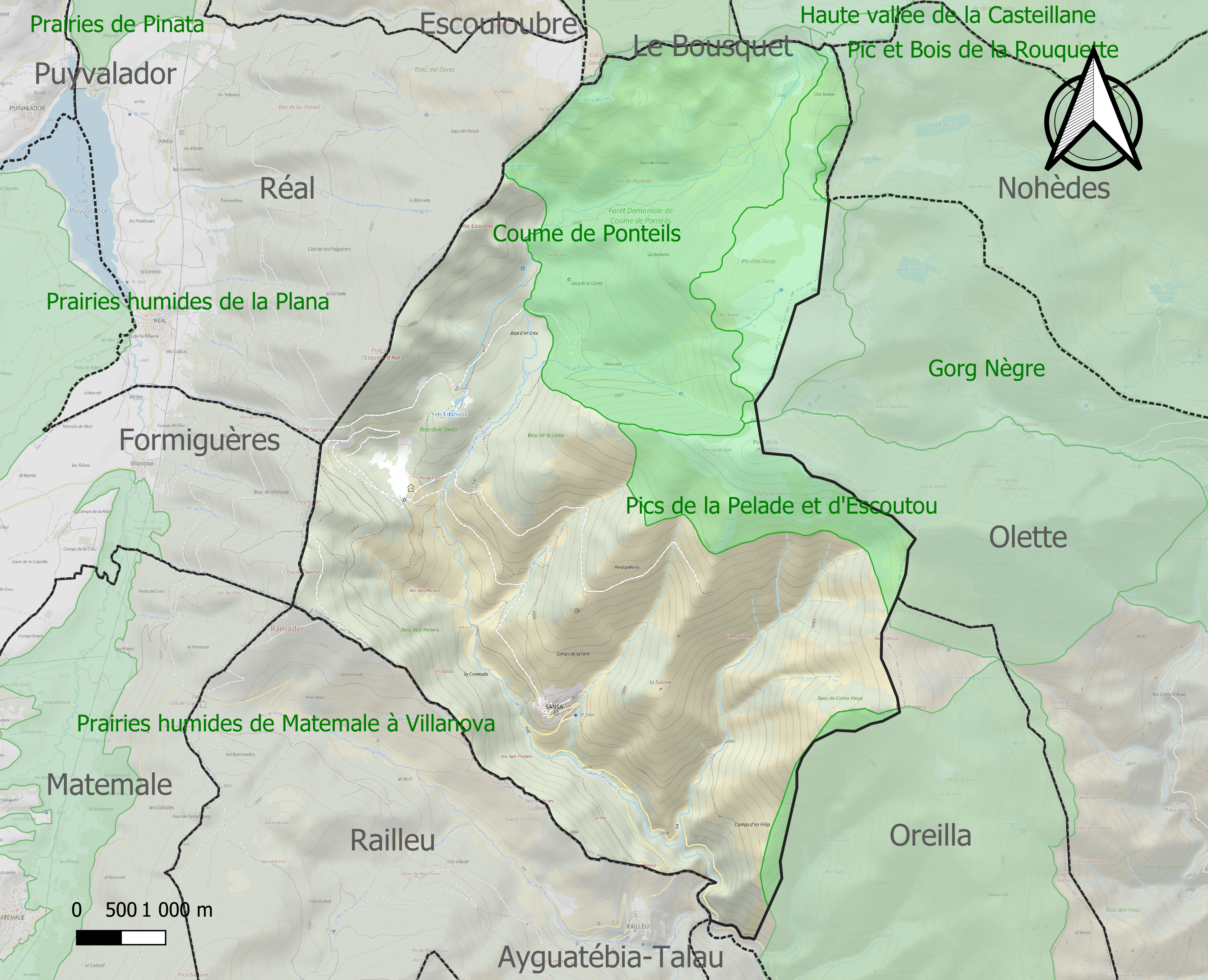
Carte des ZNIEFF de type 1 sur la commune.
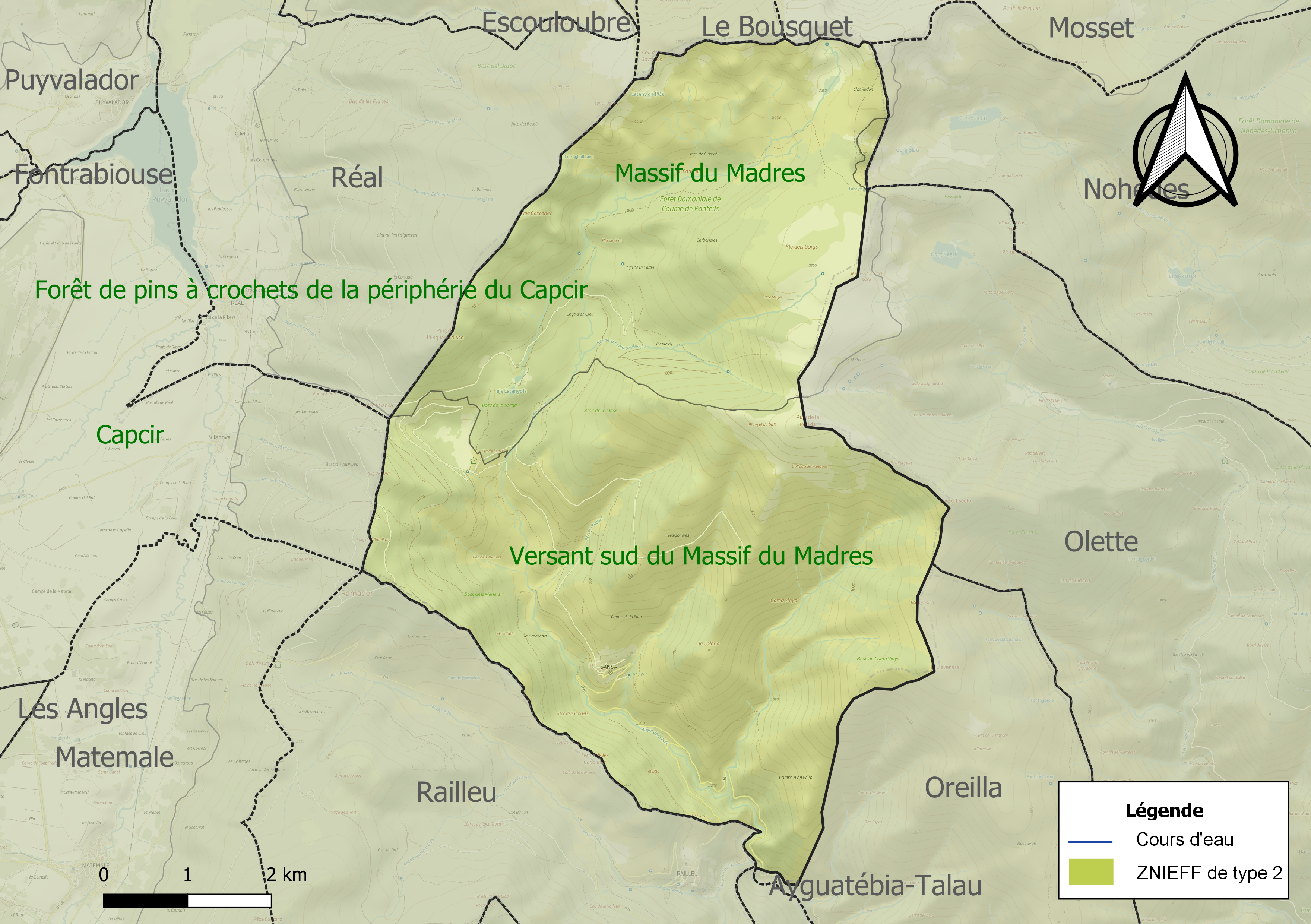
Carte des ZNIEFF de type 2 sur la commune.

## Urbanisme

### Typologie
Au 1er janvier 2024, Sansa est catégorisée commune rurale à habitat très dispersé, selon la nouvelle grille communale de densité à sept niveaux définie par l'Insee en 2022.
Elle est située hors unité urbaine et hors attraction des villes,.

### Occupation des sols
L'occupation des sols de la commune, telle qu'elle ressort de la base de données européenne d’occupation biophysique des sols Corine Land Cover (CLC), est marquée par l'importance des forêts et milieux semi-naturels (100 % en 2018), une proportion identique à celle de 1990 (100 %). La répartition détaillée en 2018 est la suivante : 
milieux à végétation arbustive et/ou herbacée (49,3 %), forêts (44,3 %), espaces ouverts, sans ou avec peu de végétation (6,4 %). L'évolution de l’occupation des sols de la commune et de ses infrastructures peut être observée sur les différentes représentations cartographiques du territoire : la carte de Cassini (XVIIIe siècle), la carte d'état-major (1820-1866) et les cartes ou photos aériennes de l'IGN pour la période actuelle (1950 à aujourd'hui).

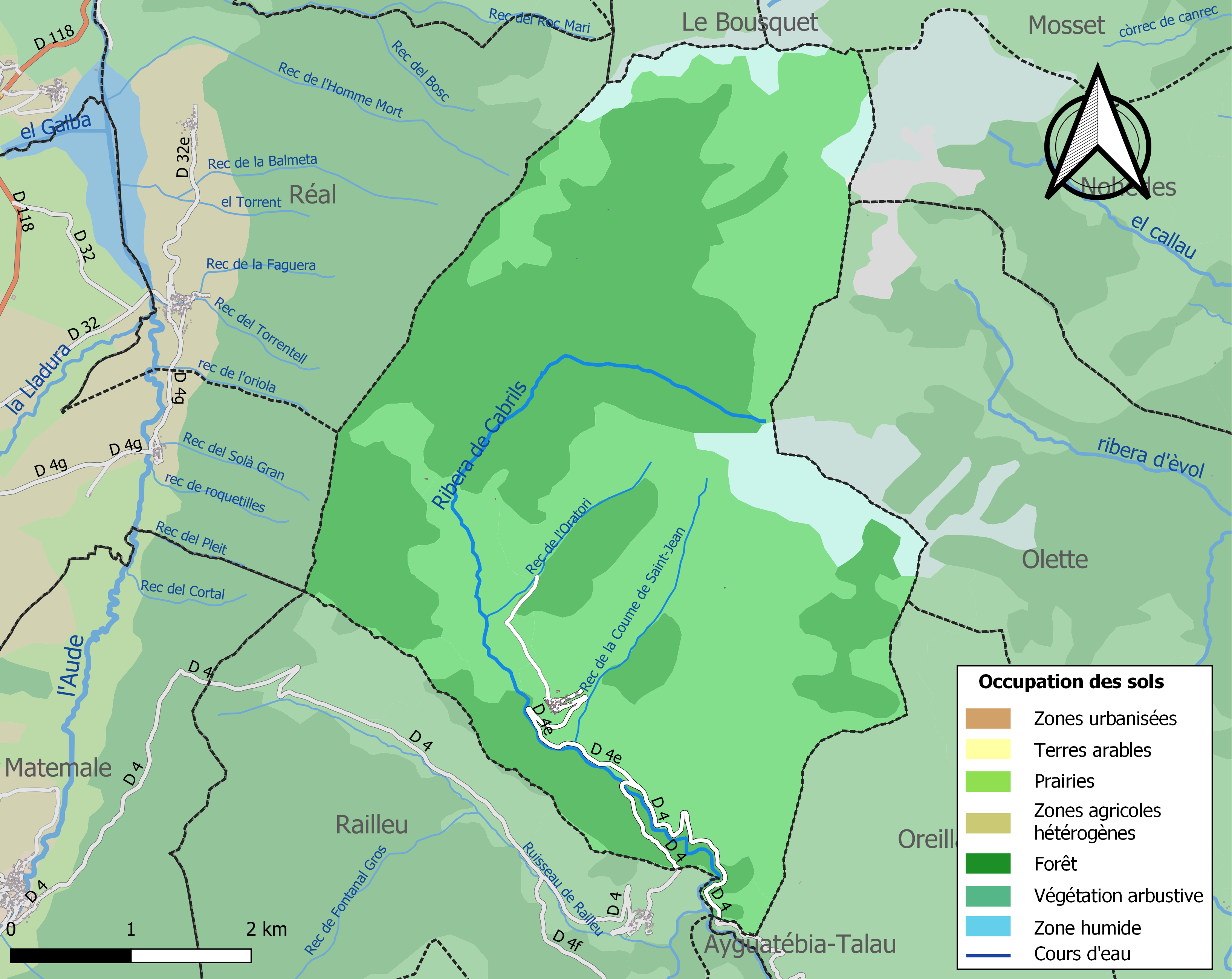
Carte des infrastructures et de l'occupation des sols de la commune en 2018 (CLC).

### Risques majeurs
Le territoire de la commune de Sansa est vulnérable à différents aléas naturels : inondations, climatiques (grand froid ou canicule), feux de forêts, mouvements de terrains, avalanche  et séisme (sismicité moyenne). Il est également exposé à un risque particulier, le risque radon,.

#### Risques naturels
Certaines parties du territoire communal sont susceptibles d’être affectées par le risque d’inondation par crue torrentielle de cours d'eau du bassin de la Têt.
Les mouvements de terrains susceptibles de se produire sur la commune sont soit des mouvements liés au retrait-gonflement des argiles, soit des glissements de terrains, soit des chutes de blocs, soit des effondrements liés à des cavités souterraines. Une cartographie nationale de l'aléa retrait-gonflement des argiles permet de connaître les sols argileux ou marneux susceptibles vis-à-vis de ce phénomène. L'inventaire national des cavités souterraines permet par ailleurs de localiser celles situées sur la commune.

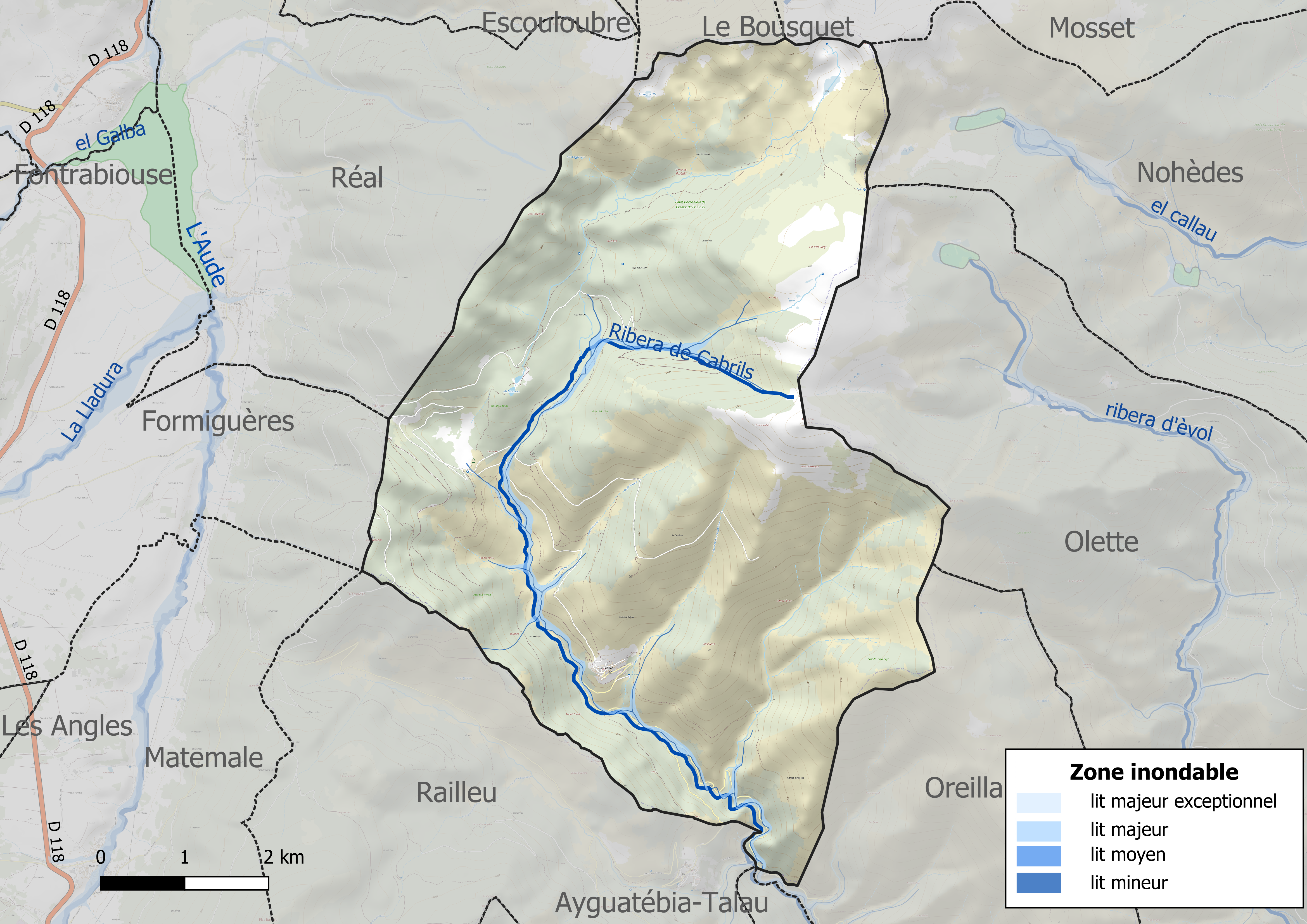
Carte des zones inondables.
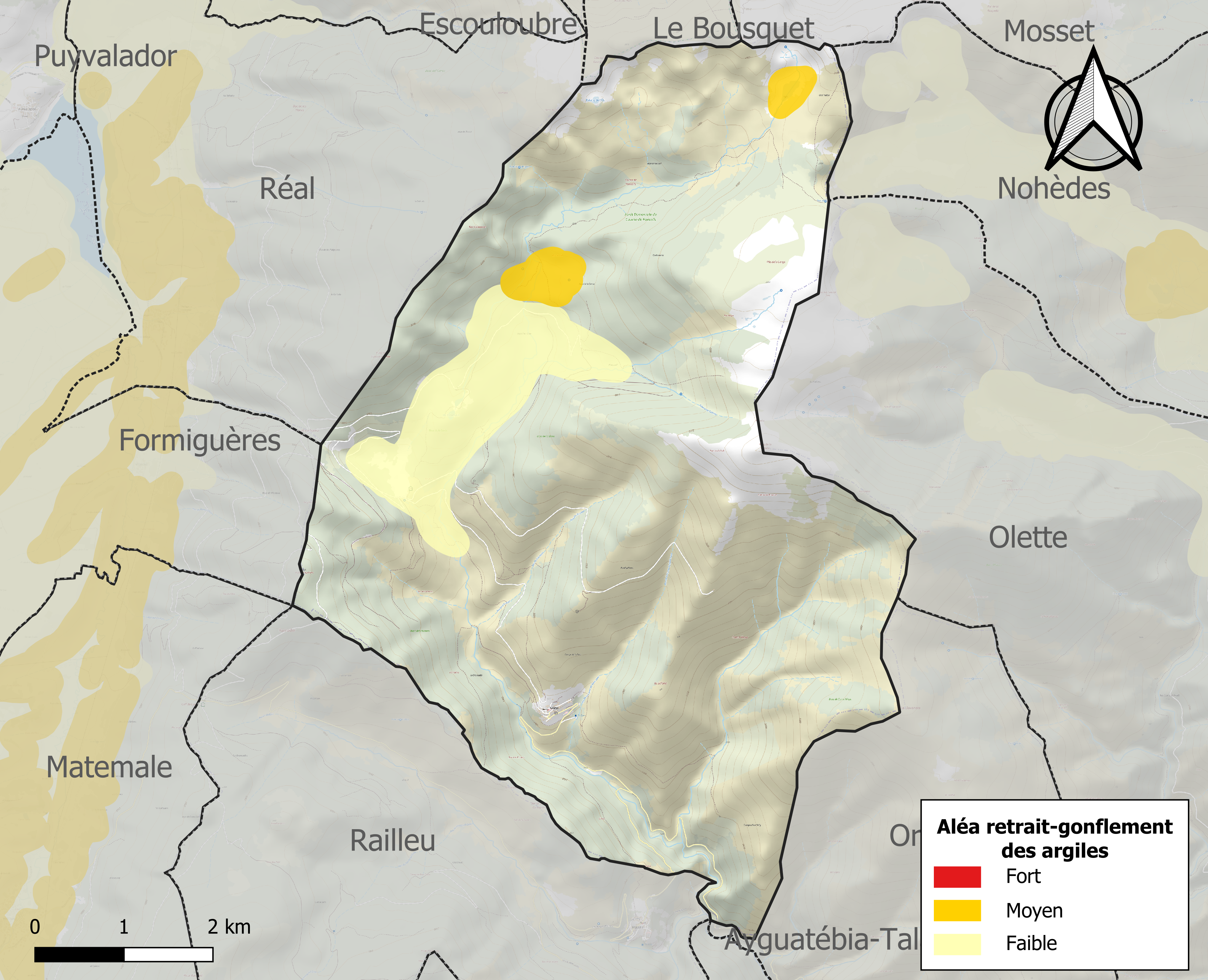
Carte des zones d'aléa retrait-gonflement des argiles.

#### Risque particulier
Dans plusieurs parties du territoire national, le radon, accumulé dans certains logements ou autres locaux, peut constituer une source significative d’exposition de la population aux rayonnements ionisants. Toutes les communes du département sont concernées par le risque radon à un niveau plus ou moins élevé. Selon la classification de 2018, la commune de Sansa est classée en zone 3, à savoir zone à potentiel radon significatif.

## Toponymie
En catalan, le nom de la commune est Censà.

## Histoire
La première trace écrite de Sansa date de 1189 et concerne l'église. Il s'agit de l’acte de vente d'un mas au prieur de Corneilla, Bérenger pour en faire une église. Les vendeurs sont Arnaud et Guillaume, de Llugols. Dédiée à Jean-Baptiste, l’église est petite, avec une voûte en berceau brisé. La nef est rallongée plus tard, lors du remplacement de la voûte de bois par une voûte en pierre. En 1866, une seconde église sera construite, mais le village conservera l'église initiale. Le retable actuel du maître-autel date du 18e siècle. Il présente Jean Baptiste accompagné de Saints Pierre et Paul, surmontés d'une vierge à l'enfant.
En 1263, Sansa est connu sous la forme "Villa de Censiano", désignation utilisée par le roi d'Aragon qui reconnaît sa possession via le prieur de Corneilla. En 1304 les hautes et basses justices sont accordées au prieur Raymond puis à ses successeurs. Toutes la seigneurie de Sansa est, dès lors, sous la coupe du prieur, qui tire aussi la moitié de ses revenus du pasquier de Conflent qu'il partage avec le roi, les pasquiers étant propriété royale.
Au 1438, Sansa est touché de plein fouet par la peste, comme à peu près tout le Conflent. Puis les protestants, fuyant les exactions faites à leurs encontres en France, viennent dans les Garrotxes piller les villages. Sansa est complètement détruit, y compris le château et l'église, comme l’est également Caudiès-de-Conflent.
Abandonné, le village reste ainsi jusqu'au 25 septembre 1562, jour où le prieur de Corneilla, Baudire Agullana, propose à quelques habitants des villages alentour de le repeupler. Certains acceptent les conditions proposées : Paul Noliach, prêtre, Gui Fondéra, Raymond Vergès, Jean Salvat, major, Jean Salvat, minor, Jacques Salvat, Barthelemi Teixidor, tous de Matemale, et Jean Pidell et Gaspard Deulofeu d'Eyne s’installent.
Le prieur leur cède les terres pour une censive de 70 livres pour les herbes et 100 livres pour les fruits, et ils leur inféodent les herms et bois communs à l'exception des pasquiers royaux. Il leur donne également possibilité de construire un moulin à farine, un autre à scie contre une rente annuelle de 100 livres. Le curé reçoit 3 journaux de terre (surface équivalent à 3 journées de travail de la terre), même si l'église n’est toujours pas reconstruite. Les nouveaux habitants promettent de reconstruire le château en guise de protection. Par ailleurs ils récupèrent l’ensemble du territoire d'avant l'abandon du village, y compris les pasquiers dont ils partageaient l'usage avec les habitants de Réal et Villeneuve de Formiguères.
Les revenus de Sansa montent jusqu'à 35 doubles d'or en 1677, et sa part de la rente des pasquiers royaux atteint de 100 à 125 écus de France en 1683 et 1687.
On a une autre trace du village en 1767 où André Cases, d'Olette, afferme les revenus de Sansa pour 450 livres et 3 mesures de seigle.
Le XVIIIe siècle voit l'émergence d'une famille dirigeante, la famille Delcasso, qui fournit, dans le domaine architectural, deux types de résidence bien caractérisés : la maison du notable villageois, datée de la fin du XVIIIe siècle, et la maison de type urbain, dont la façade arbore le millésime 1903.
Au XIXe siècle, mis à part un aubergiste, un maçon et un meunier, la population ne compte des paysans petits et moyens.
La commune adhère à la Communauté de communes Capcir Haut-Conflent par arrêté préfectoral du 29 décembre 2000.

## Politique et administration
À compter des élections départementales de 2015, la commune est incluse dans le nouveau canton des Pyrénées catalanes.

### Liste des maires

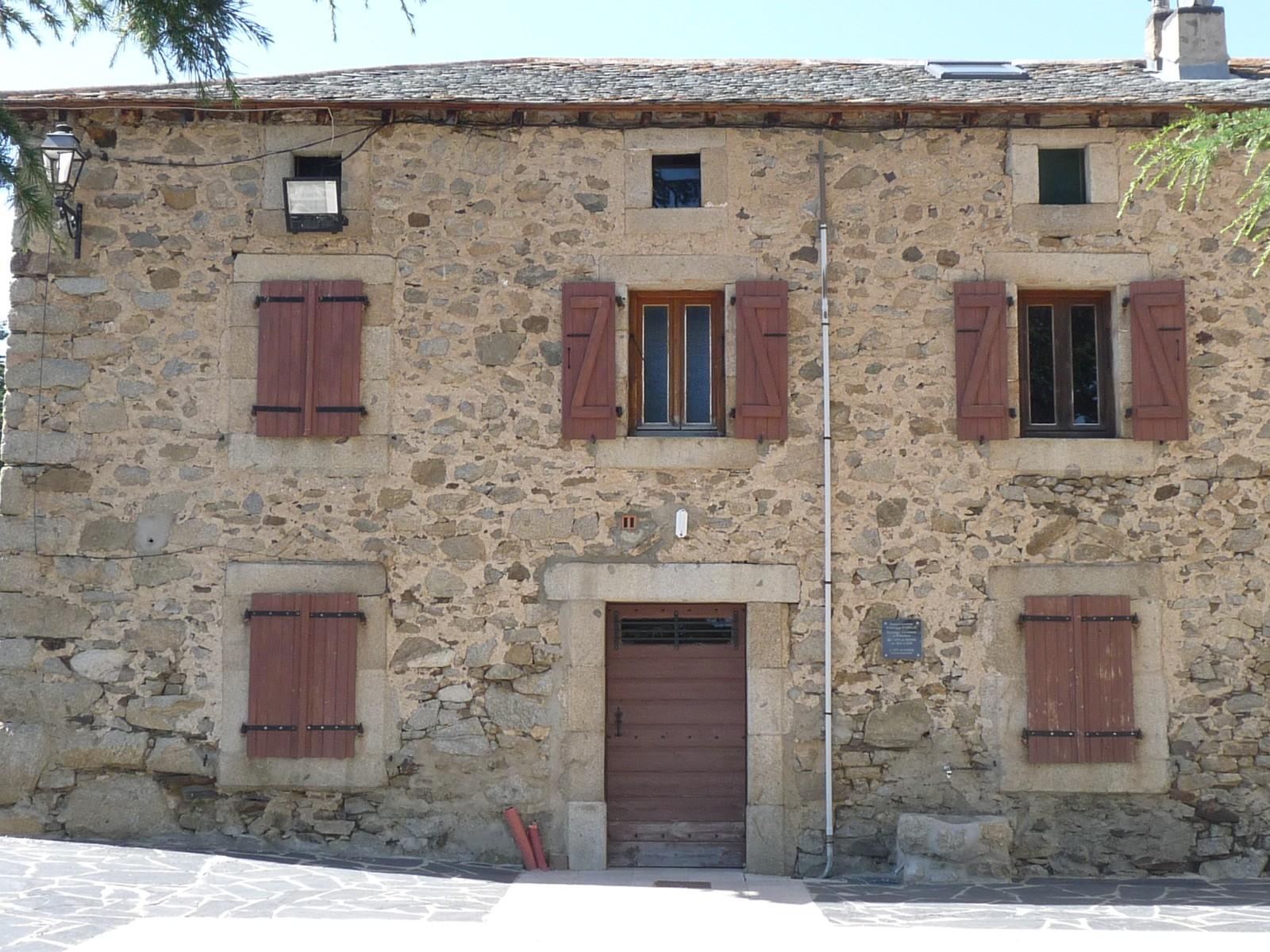
La mairie, près de l'église.

| Période   | Période   | Identité        | Étiquette                                                                                      | Qualité |
| --------- | --------- | --------------- | ---------------------------------------------------------------------------------------------- | ------- |
|           |           |                 |                                                                                                |         |
|           |           | Robert Rivière  |                                                                                                |         |
|           | mars 2014 | Pierre Franch,  |                                                                                                |         |
| mars 2014 | En cours  | Antoine Tahoces | La République en marche ! pour les élections législatives de 2017 dans les Pyrénées-Orientales |         |

## Population et société

### Démographie ancienne
La population est exprimée en nombre de feux (f) ou d'habitants (H).
| 1358 | 1365 | 1378 | 1424 | 1709 | 1720 | 1767  | 1774 | 1789 |
| ---- | ---- | ---- | ---- | ---- | ---- | ----- | ---- | ---- |
| 14 f | 12 f | 9 f  | 3 f  | 27 f | 17 f | 212 H | 17 f | 40 f |

### Démographie contemporaine
L'évolution du nombre d'habitants est connue à travers les recensements de la population effectués dans la commune depuis 1793. Pour les communes de moins de 10 000 habitants, une enquête de recensement portant sur toute la population est réalisée tous les cinq ans, les populations de référence des années intermédiaires étant quant à elles estimées par interpolation ou extrapolation. Pour la commune, le premier recensement exhaustif entrant dans le cadre du nouveau dispositif a été réalisé en 2006.

En 2022, la commune comptait 31 habitants, en évolution de +29,17 % par rapport à 2016 (Pyrénées-Orientales : +3,92 %, France hors Mayotte : +2,11 %).
| 1793 | 1800 | 1806 | 1821 | 1831 | 1836 | 1841 | 1846 | 1851 |
| ---- | ---- | ---- | ---- | ---- | ---- | ---- | ---- | ---- |
| 253  | 240  | 237  | 231  | 248  | 246  | 231  | 240  | 235  |

| 1856 | 1861 | 1866 | 1872 | 1876 | 1881 | 1886 | 1891 | 1896 |
| ---- | ---- | ---- | ---- | ---- | ---- | ---- | ---- | ---- |
| 209  | 208  | 185  | 191  | 204  | 196  | 181  | 171  | 171  |

| 1901 | 1906 | 1911 | 1921 | 1926 | 1931 | 1936 | 1946 | 1954 |
| ---- | ---- | ---- | ---- | ---- | ---- | ---- | ---- | ---- |
| 171  | 158  | 123  | 95   | 90   | 70   | 56   | 54   | 20   |

| 1962 | 1968 | 1975 | 1982 | 1990 | 1999 | 2006 | 2011 | 2016 |
| ---- | ---- | ---- | ---- | ---- | ---- | ---- | ---- | ---- |
| 15   | 14   | 5    | 6    | 7    | 7    | 17   | 28   | 24   |

| 2021 | 2022 | - | - | - | - | - | - | - |
| ---- | ---- | - | - | - | - | - | - | - |
| 27   | 31   | - | - | - | - | - | - | - |

| selon la population municipale des années : | 1968 | 1975 | 1982 | 1990 | 1999 | 2006 | 2009 | 2013 |
| Rang de la commune dans le département      | 225  |      | 218  | 224  | 225  | 223  | 222  | 221  |
| Nombre de communes du département           | 232  | 217  | 220  | 225  | 226  | 226  | 226  | 226  |

### Manifestations culturelles et festivités
- Fête patronale et communale : Saint-Jean-Baptiste, le 24 juin[53].

## Économie

### Emploi
|                | 2008   | 2013   | 2018   |
| -------------- | ------ | ------ | ------ |
| Commune        | 0 %    | 5,6 %  | 15,8 % |
| Département    | 10,3 % | 12,9 % | 13,3 % |
| France entière | 8,3 %  | 10 %   | 10 %   |

En 2018, la population âgée de 15 à 64 ans s'élève à 16 personnes, parmi lesquelles on compte 52,6 % d'actifs (36,8 % ayant un emploi et 15,8 % de chômeurs) et 47,4 % d'inactifs,. En  2018, le taux de chômage communal (au sens du recensement) des 15-64 ans est supérieur à celui du département et de la France, alors qu'en 2008 la situation était inverse.
La commune est hors attraction des villes,. Elle compte 4 emplois en 2018, contre 2 en 2013 et 4 en 2008. Le nombre d'actifs ayant un emploi résidant dans la commune est de 6, soit un indicateur de concentration d'emploi de 75,1 % et un taux d'activité parmi les 15 ans ou plus de 43,5 %.
Sur ces 6 actifs de 15 ans ou plus ayant un emploi, 3 travaillent dans la commune, soit 57 % des habitants. Pour se rendre au travail, 85,7 % des habitants utilisent un véhicule personnel ou de fonction à quatre roues et 14,3 % n'ont pas besoin de transport (travail au domicile).

### Activités
3 établissements sont implantés  à Sansa au 31 décembre 2019.
Le secteur du commerce de gros et de détail, des transports, de l'hébergement et de la restauration est prépondérant sur la commune puisqu'il représente 33,3 % du nombre total d'établissements de la commune (1 sur les 3 entreprises implantées  à Sansa), contre 30,5 % au niveau départemental.
Aucune exploitation agricole ayant son siège dans la commune n'est recensée lors du recensement agricole de 2020 (un en 1988),.

## Culture locale et patrimoine

### Monuments et lieux touristiques
- L'ancienne église Saint-Jean-Baptiste, de style roman (XIIIe siècle).
- La nouvelle église paroissiale Saint-Jean-Baptiste, du XIXe siècle.
- Le Cortal Delcasso, bergerie en pierre sèche édifiée à la fin du XIXe siècle) au lieu-dit « Pla et Ribes de l'Orri », anciennes terres à blé du village, rechetées par le plus grand propriétaire foncier local.
- « Moulin del Magre », ancien moulin à eau (XVIIe siècle) pour moudre le grain, en-dessous du village. Il a été restauré en 2013 à l'initiative du maire et du conseil municipal [57].

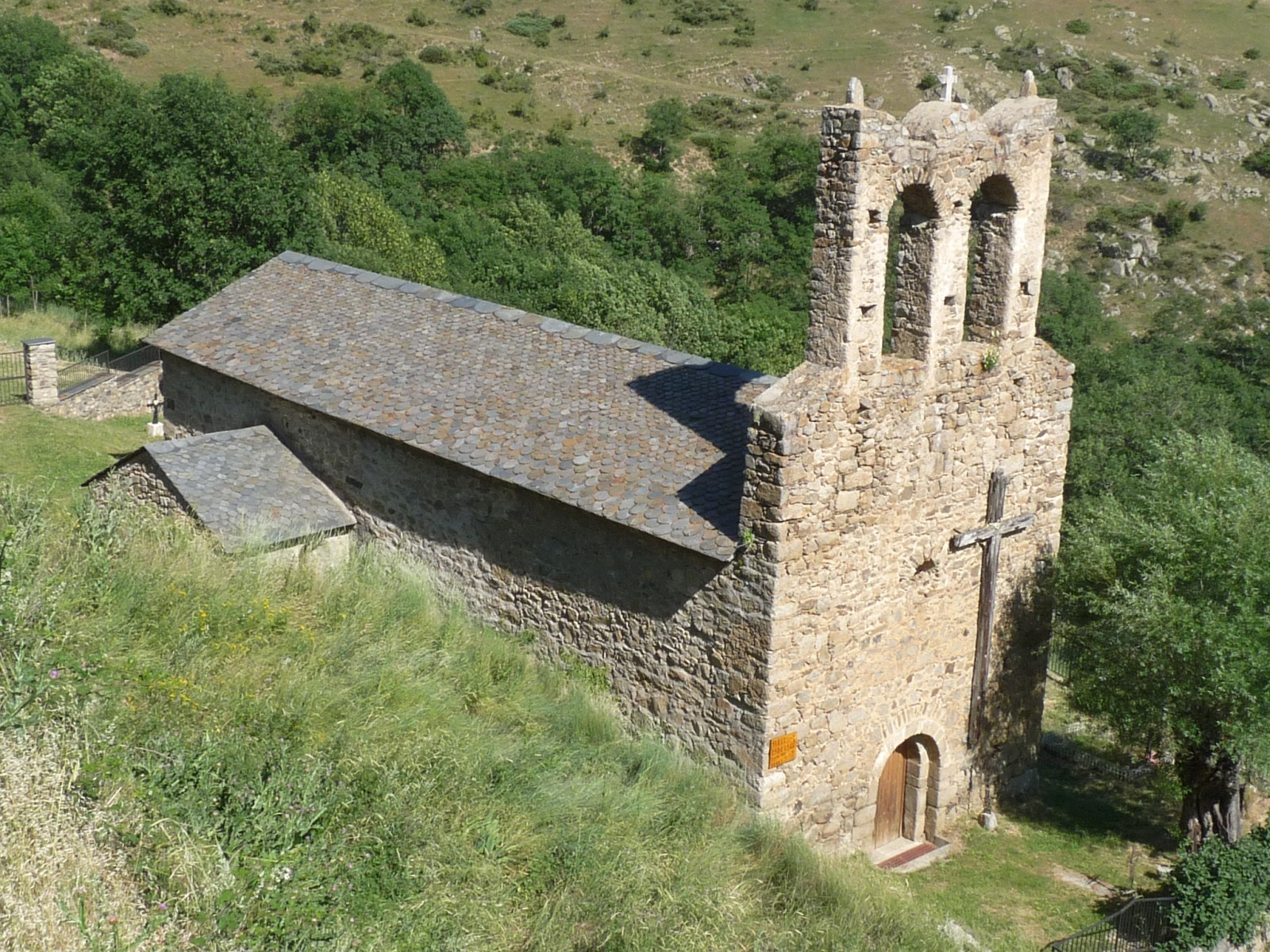
L'ancienne église Saint-Jean-Baptiste.
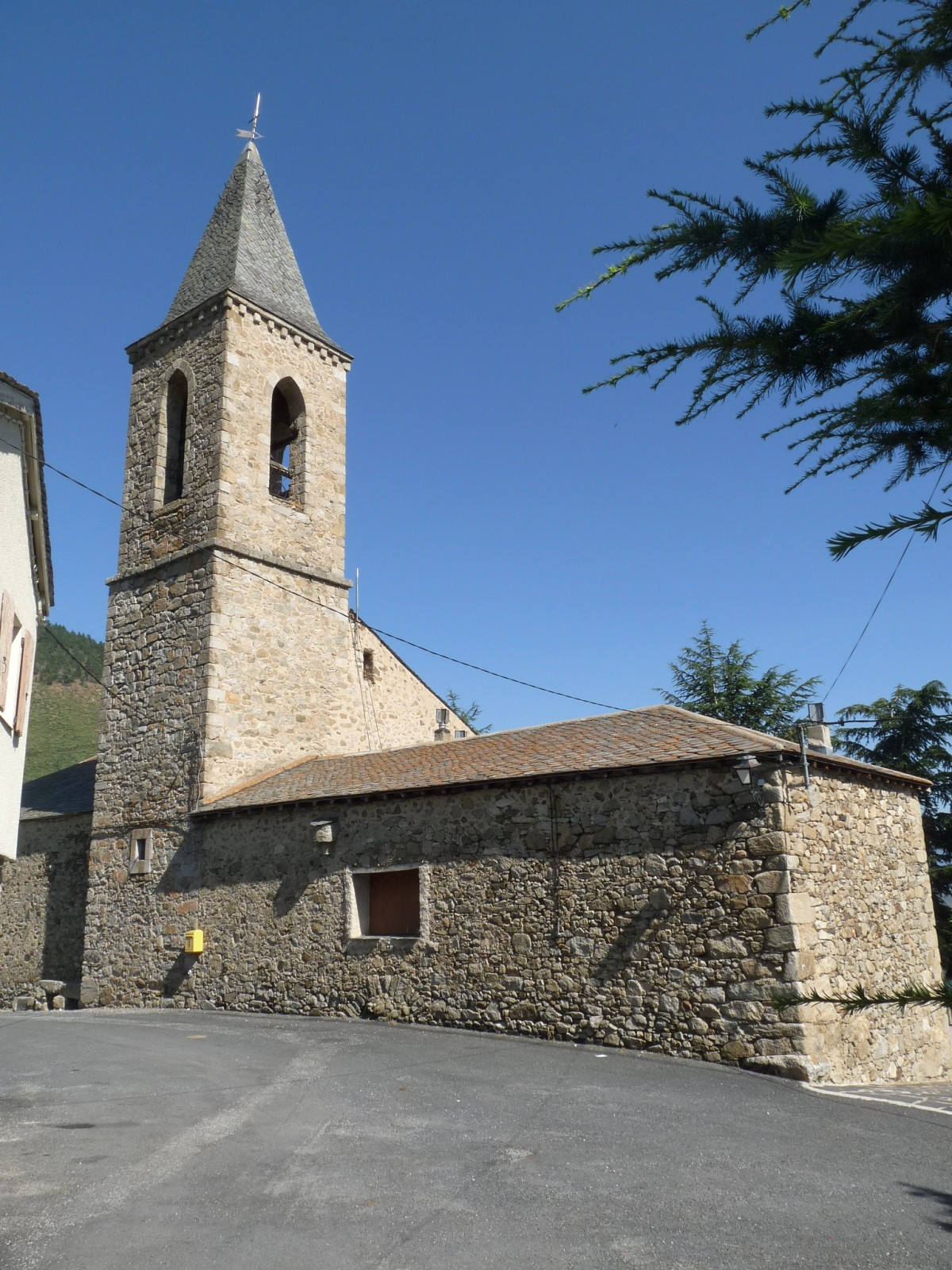
L'église paroissiale Saint-Jean-Baptiste.
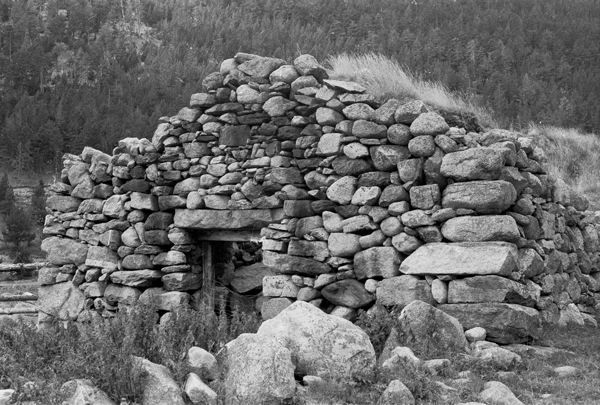
Façade du cortal Delcasso.
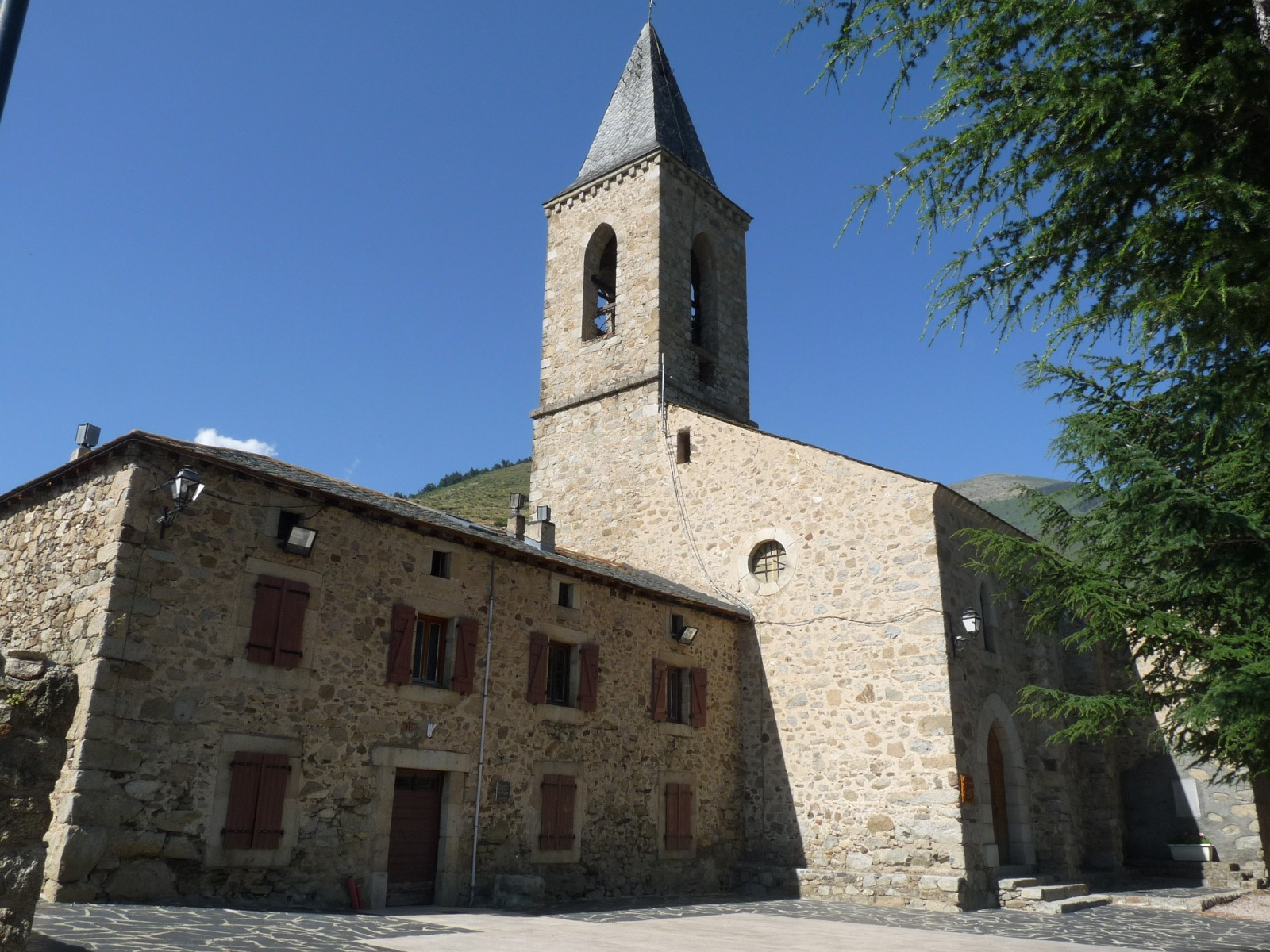
L'église Saint-Jean-Baptiste et la mairie de Sansa.
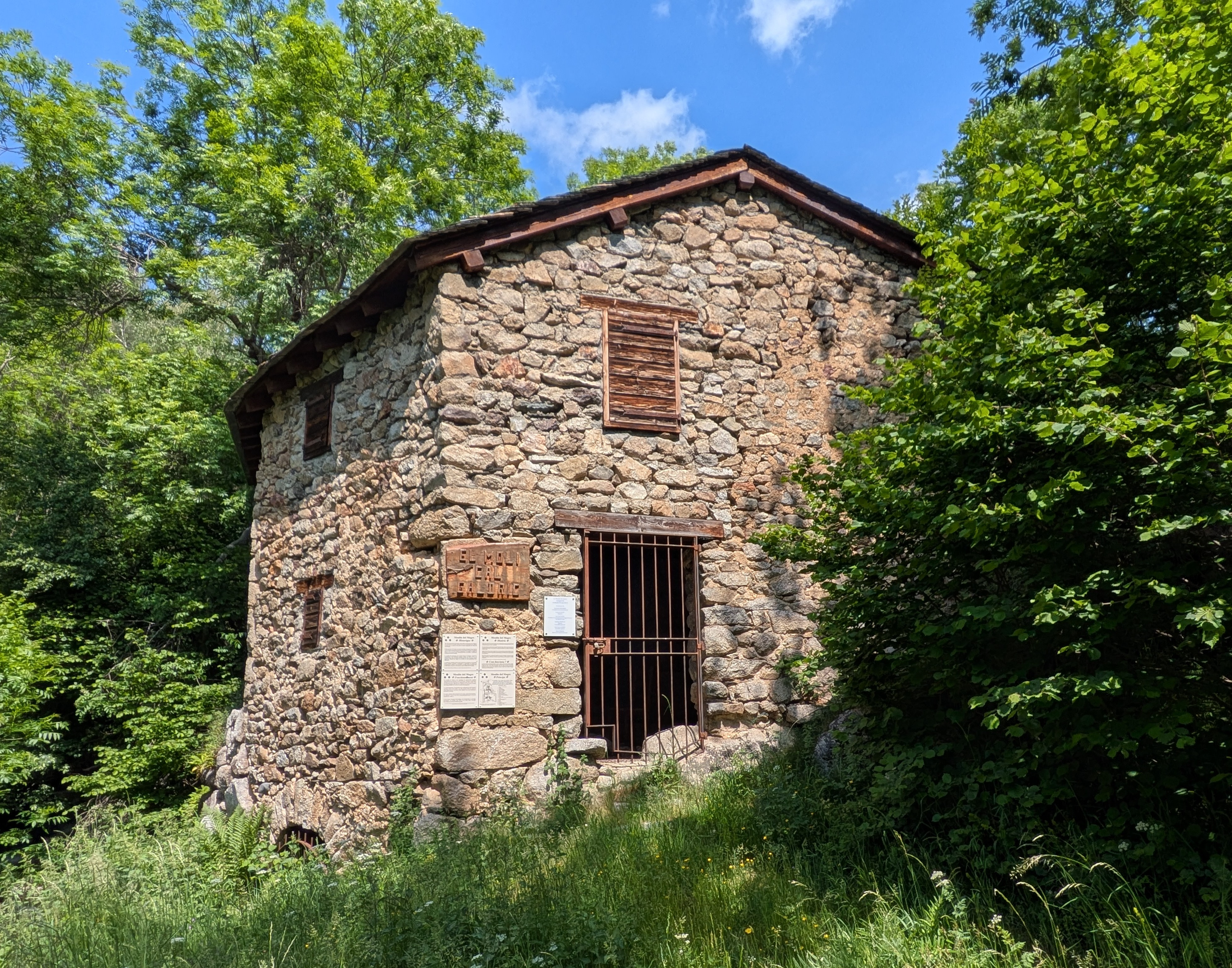
Moulin del Magre.

### Personnalités liées à la commune
- Marie Salvat, née à Sansa, mère du catalaniste, archéologue et auteur Roger Grau (1915-1988).
- Claude Gendre, ancien maire et historien, co-auteur en 1983 de la monographie Contribution à l'étude de l'héritage architectural d'un village du haut Conflent : Sansa[38].

### Culture populaire
Cinéma
- Sansa, court métrage de Philippe Haudiquet sur l'exode rural à Sansa.